# Hum Aapke Hain Koun…!
Hum Aapke Hain Koun…! (Hindi: हम आपके हैं कौन, übersetzt: Was bin ich für dich, gekürzt: HAHK und englisch: What Am I to You…!) ist ein indischer Film aus dem Jahr 1994 und einer der erfolgreichsten Bollywoodfilme aller Zeiten.

## Handlung
Rajesh ist genau wie sein Onkel Kailashnath ein erfolgreicher Geschäftsmann, sein Bruder Prem studiert noch, will aber nach dem Studium auch ein eigenes Geschäft öffnen. Als Kailashnath beschließt, Rajesh zu verheiraten, fällt die Wahl auf Pooja – die Tochter des Professors Siddharth Choudhury. Während beide Familien ihre Heirat arrangieren und alles für die Hochzeit vorbereiten, lernt Prem Poojas jüngere Schwester Nisha kennen, die zurzeit auch studiert. Sehr bald wird aus ihrer Freundschaft eine vorsichtige Liebe, die niemandem auffällt. Nach der Hochzeit lebt Nisha eine Zeitlang im Haus ihres Schwagers und verbringt viel Zeit mit Prem, der ihr klarmacht, dass er sie demnächst heiraten möchte. Das beschleunigt seine professionellen Pläne, und schon bald wird er zum Besitzer eines Autogeschäftes. Nun steht er mit beiden Beinen fest im Leben und möchte Nisha zur Frau nehmen. Doch dann passiert ein Unglück – Pooja fällt die Treppe runter und stirbt kurz danach an Verletzungen. Rajesh ist untröstlich und verliert sich in Schmerz. Da sein Zustand mit der Zeit nicht besser wird, beschließen seine Verwandten, ihn zum zweiten Mal zu verheiraten. Rajesh will aber davon nichts hören. Doch endlich hat die Familie eine rettende Idee: Rajesh soll Nisha heiraten, denn es kann keine bessere Mutter für sein Kind geben. Rajesh ist einverstanden, und sein Leben bekommt wieder einen Sinn. Prem traut sich nicht, seine Gefühle zu Nisha bekanntzugeben, und ist bereit auf sie zu verzichten, um seinen Bruder wieder glücklich zu sehen. Doch dann schreibt Nisha vor der Hochzeit einen letzten (Liebes-)Brief an Prem, doch dieser gelangt an Rajesh. Dieser wiederum bringt Prem und Nisha zusammen und bittet für seinen Bruder bei Professor Siddharth Choudhury um die Hand von Nisha. Diese heiraten dann.

## Auszeichnungen
Filmfare Awards 1995
- Best Actress – Madhuri Dixit
- Best Director – Sooraj R. Barjatya
- Best Film

Screen Weekly Awards 1995
- Best Actress – Madhuri Dixit
- Best Director – Sooraj R. Barjatya
- Best Film

## Kritiken
Der Film wurde von boxofficeindia.com als All Time Blockbuster klassifiziert. Der Regisseur Sooraj R. Barjatya hat mit einer erstklassigen Besetzung, schönen Musikszenen, gemütlicher Atmosphäre und romantischer Story, die am Ende eine dramatische Wende nimmt, ein Meisterwerk geschaffen.